# Параллелограмм сил

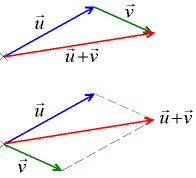
Сумма двух векторов

Параллелогра́мм сил — геометрическое построение, выражающее закон сложения сил. Правило параллелограмма сил заключено в том, что вектор равнодействующей силы есть диагональ параллелограмма, построенного на векторах двух слагаемых сил, как на сторонах. Это выполняется оттого, что вектор равнодействующей силы есть сумма векторов складываемых сил, а сумма двух векторов есть диагональ параллелограмма, построенного на этих векторах.
В динамике правило параллелограмма сил выполняется только при движении со скоростями, малыми по сравнению со скоростью света.
Точное определение параллелограмма сил было дано Пьером Вариньоном в 1687 году.
Аналогичным параллелограмму сил построением для большего числа сил является многоугольник сил, стороны которого являются векторами сил. Задачу нахождения равнодействующей нескольких сил также можно решить применением параллелограмма сил несколько раз сначала для двух сил, затем для их равнодействующей и третьей силы, затем для их равнодействующей и четвёртой силы, и. т. д.